# Nosferatu Festival
Nosferatu Festival var en dansk undergrundsfestival, der blev afholdt på det hedengangne spillested Saltlageret i København. Der blev afholdt en to dage lang festival i 1982 og 1983.
Den første festival der blev afholdt den den 6. og 7. marts 1982 blev efterfølgende udgivet på LP, og dokumenterede bl.a. danske punk, post-punk og gothiske bands som UCR, ADS, Before, Sods, City-X, Fahrenheit, Bollocks, No Knox, Martin and the Martians, Tee Vee Pop, War Of Destruction og Tina Talks, og udenlandske bands som X-mal Deutschland (DE), Das Psycho (SE) og Black Uniforms (SE). Martin Hall's Ballet Mécanique spillede på den første festival, men medvirker ikke på albummet. Festivalens forbillede var punk-venuet "Concert Of The Moment", der blev afholdt i Saltlageret i 1979.
Nosferatu festivalen blev arrangeret for at skaffe midler til "Bagtropper A/S", som var en gruppe af folk, hvis mål det var at støtte alternativ, eksperimenterende musik i Danmark. Alle bands på festivalen spillede uden at modtage et honorar.
I 2009 opstod A Scream in the Dark festivalen, der specifikt nævner Nosferatu Festival som en inspirationskilde.

## Diskografi
- Nosferatu Festival – 12" LP Compilation 1982 (Nosferatu Records / NOS1)